# Euphoria acerba
Euphoria acerba är en skalbaggsart som beskrevs av Oliver Erichson Janson 1881. Euphoria acerba ingår i släktet Euphoria och familjen Cetoniidae. Inga underarter finns listade i Catalogue of Life.